# British League Cup
La British League Cup o Coppa di Lega Britannica è stata una competizione tenutasi nel 1902, istituita per raccogliere fondi per il disastro dell'Ibrox Park, in cui 25 persone persero la vita e 517 rimasero ferite. Le squadre partecipanti a questo torneo sono state le vincitrici e seconde classificate dei campionati di Scozia e Inghilterra. La competizione fu vinta dal Celtic che superò in una finale tutta scozzese i Rangers. Tutte le partite furono disputate a Glasgow. Entrambe le semifinali all'Ibrox Stadium (luogo in cui avvenne l'incidente). Lo spareggio della semifinale tra Rangers ed Everton si svolse al Celtic Park. L'atto finale del torneo, invece, si tenne al Cathkin Park, stadio del Third Lanark. Anche se l'idea era quella di rendere la competizione annuale, la manifestazione non ebbe alcun seguito.
Il trofeo messo in palio per questo torneo non era nuovo. Infatti, era stato vinto l'anno precedente dagli stessi Rangers, in un'altra competizione chiamata Glasgow Exhibition Cup. In quella occasione, la finale fu disputata tra le due compagini di Glasgow, e ad avere la meglio furono i Rangers per 3-1. Dopo il trionfo dei biancoverdi, al termine della stagione, gli amministratori dei Rangers richiesero indietro il trofeo. La dirigenza del Celtic rimase sorpresa dalla richiesta, credendo di essere la legittima proprietaria della coppa. Decise quindi di trattenerla nella propria sala dei trofei, ritenendo di averla vinta regolarmente al termine del torneo. Per molto tempo ciò fu causa di rapporti piuttosto freddi tra le due società. Il fatto curioso è che, pur essendo custodito nella bacheca del Celtic Park, sul trofeo vi è inciso WON BY RANGERS.

## Partecipanti
- Sunderland (vincitore della First Division 1901-1902)
- Everton
- Rangers (vincitore della Scottish Division One 1901-1902)
- Celtic

## Risultati
Semifinale
| 30 aprile 1902 | Celtic  | 5 – 1 | Sunderland |
| 1º maggio 1902 | Everton | 1 – 1 | Rangers    |

Spareggio
| 3 maggio 1902 | Rangers | 3 – 2 | Everton |

Finale
| 17 giugno 1902 | Celtic | 3 – 2 (a.e.t.) | Rangers |